# Urszula Radziszewska
Urszula Radziszewska (ur. 1938; zm. 12 maja 2018) – polska działaczka społeczna i samorządowa.

## Życiorys
Urodziła się w 1938. Od lat 80. XX wieku rozpoczęła działalność w Solidarności i w Biskupim Komitecie Pomocy Osób Uwięzionych i Internowanych. W latach 1990-1998 dwukrotnie pełniła funkcję radnej w Kielcach. Założyła wypożyczalnię sprzętu rehabilitacyjnego, pielęgnacyjnego i ortopedycznego, a także Zespół Opiekuńczy Leczniczo-Pielęgnacyjny „ARKA Plus”. Została również prezesem Towarzystwa Dobroczynności. Zmarła 12 maja 2018 roku w wieku 80 lat. 17 maja 2018 została pochowana na cmentarzu Starym w Kielcach.

## Nagrody
- Laureatka Nagrody Miasta Kielce[2][1]
- 2003: Laureatka ogólnopolskiego konkursu Barwy Wolontariatu[1]
- Nagroda Laur Świętokrzyski[1]